# Cynorta alvarezi
Cynorta alvarezi is een hooiwagen uit de familie Cosmetidae.